# Can Teixidor (Susqueda)
Can Teixidor és una masia de Susqueda (Selva) inclosa a l'Inventari del Patrimoni Arquitectònic de Catalunya.

## Descripció
Can Teixidor es tracta d'una masia de planta rectangular, que consta de planta baixa i pis superior i que està coberta amb una teulada a dues aigües de vessants a façana.
L'actual edifici de Can Teixidor, que podem contemplar avui en dia, presenta una morfologia heterogènia, la qual es deu a les ampliacions successives que ha experimentat la masia primigènia amb el pas successiu del temps.
Analitzant detingudament aquesta construcció podem arribar a estructurar-la en tres parts molt evidents: així en primer lloc, en la part esquerra podem localitzar la part més antiga. La planta baixa consta de dues obertures: per una banda tenim el portal rectangular d'accés equipat amb una llinda monolítica de grans proporcions i muntants de pedra - tant la llinda com els muntants són de pedra sorrenca i estan ben escairats i treballats-. Paral·lelament la llinda ha rebut un complement visual més que s'ha traduït a la pràctica en una inscripció que diu així: "DOMINGOTORENT (…) VENAROS" i a sota un escut en baix relleu ornat amb garlandes i amb la data de "1808" al centre. Simultàniament en aquest mateix espai de la planta baixa trobem una petita finestra quadrangular amb llinda i muntants de pedra - els de la dreta molt deteriorats- i està coberta amb un enrreixat de ferro forjat. La mateixa tipologia de finestra s'ha reproduït en el pis superior. Ara bé aquestes dues finestres difereixen respecte de l'exemplar de la planta baixa en dos aspectes: per una banda tenen ampit, mentre que per l'altra es conserven en més bon estat.
En segon lloc, en la part dreta trobem la primera ampliació que es va practicar en la construcció primigènia i que podríem datar entorn del segle xix, la qual en l'actualitat ha passat a ser la part principal de l'habitatge. La planta baixa consta de dues obertures: el portal quadrangular d'accés d'arc de mig punt rebaixat i una finestra rectangular coberta amb un enrreixat de ferro forjat. En el pis superior trobem dues obertures rectangular projectades com a balconades amb uns ampits de ferro forjat molt matussers i barroers, ja que no han rebut cap atenció en especial. Cal remarcar que les quatre obertures estan folrades amb rajola.
Finalment, en la part posterior trobem la intervenció més recent la qual hauríem de situar cronològicamnet a principis del segle present. Aquesta ampliació s'ha traduït físicament en una petita construcció que consta de dues plantes i golfes i que està coberta amb una teulada d'una sola aigua de vessant a laterals i rematada amb un ràfec de quatre fileres.
El resultat final és que aquests tres nuclis, que actuarien com un trencaclosques, acaben constituint i conflueixen en un sol habitatge.
Pel que fa al tractament practicat en les respectives façanes trobem dos de diferents: per una banda tenim les pedres fragmentades sense desbastar i treballar i els blocs rústics manipulats a cops de martell i tot lligat amb morter de calç. Aquest procediment el localitzem en la part més antiga i en la primera ampliació. Mentre que en la part més recent s'ha optat per cobrir tota la façana amb un arrebossat dens i rugós.
L'estat de conservació de la masia és bastant bo, i a simple vista no hi ha motius que hagin de fer patir per la seva integritat física.

## Història
Can Teixidor es troba al terme de Sant Martí Sacalm.
El nom deriva de la plana o calma on radica l'església de Sant Martí i és un nom força comú com ho demostren els toponímics veïns de Sant Hilari Sacalm o del Puigsacalm.
Tot el terme parroquial es considerava dintre l'antic terme senyorial del castell de Fornils. Inicialment la vall de Fornils tenia per parròquia l'església de Sant Pere, de la que en queden només alguns vestigis, que passà a ser sufragània de Sant Martí Sacalm.
El terme, avui no arriba als 80 habitants però comptava el 1356 amb un total de 82 masos que tributaven a l'església, això fa pensar en una població d'unes 400 persones que baixà fins a només 18 famílies al llarg dels segles XV i XVI. El 1855 en tenia un total de 520, 71 al sector del Far i 450 a Sant Martí i els seus voltants. El despoblament ha fet que moltes masies quedessin deshabitades i en progressiva ruïna.